# Pucciniomycetes
Pucciniomycetes es una clase de hongos de la división Basidiomycota, incluye unas 8000 especies divididas en 63 géneros, conocidas generalmente como royas. Usualmente patógenos de plantas.

## Descripción
Los pucciniomicetos se reproducen sexualmente, la cariogamia ocurre en una espora en reposo de paredes gruesas (teliosporas) y la meiosis ocurre al germinar la teliospora. Tienen poros septales simples sin tapas de membrana y cuerpos de postes de huso en forma de disco. Excepto por algunas especies, los basidios, cuando están presentes, son septados transversalmente. Las especies también forman fragmobasidios. La manosa es el principal carbohidrato de la pared celular, la glucosa, la fucosa y la ramnosa son los azúcares neutros menos prevalentes y la xilosa no está presente. Los hongos de esta clase forman hifas que las conectan con las células del vegetal y crecen en el interior de las plantas produciendo cuerpos fructíferos que producen esporas dentro o, más a menudo, sobre la superficie de las partes afectadas de la planta. La infección se limita a partes de la planta como hojas, pecíolos, brotes tiernos, tallo, frutos, etc. Algunas especies forman infecciones sistémicas perennes que pueden causar deformidades en las plantas, como retraso del crecimiento, escoba de bruja, cancro del tallo, agallas o hipertrofia de las partes afectadas de la planta.